# Alexandre Guy Pingré

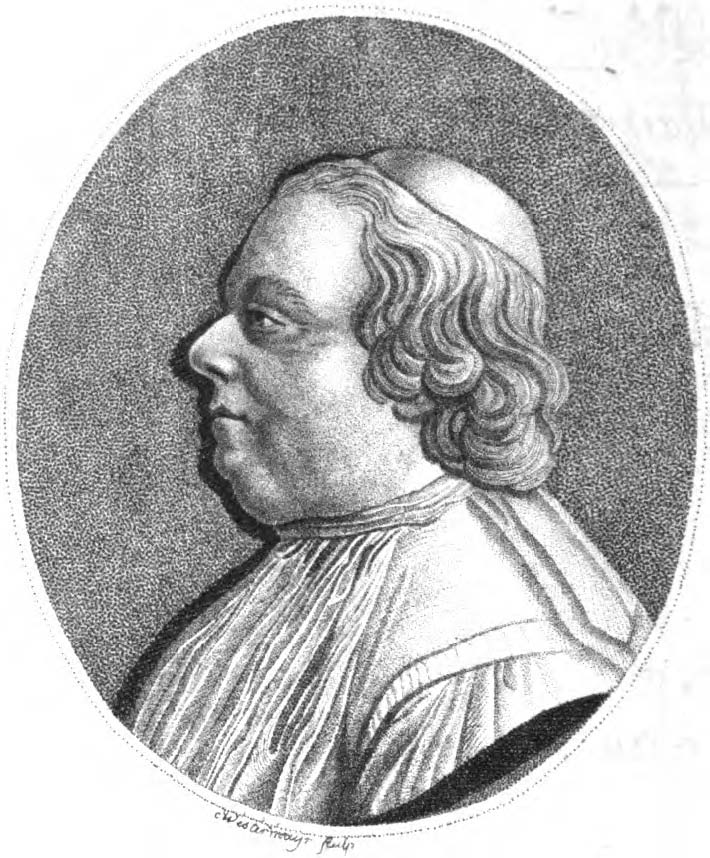
Alexandre Guy Pingré
(Kupferstich von Conrad Westermayr, 1799)

Alexandre Guy Pingré (* 4. September 1711 in Paris; † 1. Mai 1796 ebenda) war ein französischer Astronom.
Im Alter von sechzehn Jahren trat Pingré in den Orden der Augustiner-Chorherren ein und war 1735 bis 1745 Professor der Theologie in Senlis, später dann Astronom in Rouen und arbeitete seit 1751 in Paris.
Pingré reiste 1760 und 1769 nach Indien und Amerika, um Venusdurchgänge beobachten zu können. Seit 1757 beschäftigte er sich auch mit der Theorie und der Berechnung der Kometen und deren Bahnen. Er berechnete seinerzeit alleine ebenso viele Kometenbahnen, wie alle übrigen Astronomen Europas zusammengenommen.
1764 wurde er zum korrespondierenden Mitglied der Göttinger Akademie der Wissenschaften gewählt. Seit 1753 war er Mitglied der Académie des sciences in Paris.
Der Mondkrater Pingré und der Asteroid (12719) Pingre sind nach ihm benannt.

## Schriften
- Cométographie ou traité historique et théorique des comètes. 2 Bände. Imprimerie Royale, Paris 1783–1784, (Pingrés Hauptwerk; Digitalisat, Digitalisat).
- Histoire l’Astronomie du 17e siècle. (Das Werk blieb unvollendet).